# Елізабет Воррен
Елізабет Енн Воррен (англ. Elizabeth Ann Warren; нар. 22 червня 1949, Оклахома-Сіті, Оклахома) — американська політична діячка та юристка, представляє штат Массачусетс у Сенаті США з 3 січня 2013 року. Належить до Демократичної партії, представниця його прогресивного крила. Воррен тричі з'являлася у рейтингу 100 найвпливовіших людей у світі за версією журналу Time: 2009, 2010 і 2015 року. Брала участь у президентських виборах США 2020 року.

## Життєпис
Елізабет Воррен була четвертою дитиною в сім'ї робітників Полін (до шлюбу Рід) та Дональда Джонса Геррінґів. Коли Елізабет було 12 років, її батько пережив серцевий напад і втратив роботу. Щоб допомогти родині фінансами, вона пішла працювати офіціанткою в мексиканський ресторан своєї тітки.
У 1970 році здобула ступінь бакалавра в Університеті Г'юстона і юридичну освіту у 1976 в Університеті Рутгерса.
У 1968—1978 роках була одружена з інженером НАСА Джимом Ворреном. Народила двох дітей: Амелію та Олександра.
1980 року одружилася з професором Гарвардського університету Брюсом Манном.

## Кар'єра
Працювала професоркою права в Юридичних школах Університету Пенсильванії та Гарварда. Фахівчиня в галузі законодавства про банкрутство.
14 вересня 2011 року Воррен заявила про свій намір балотуватися на посаду сенатора від штату Массачусетс. 2 червня 2012 року набрала рекордні 95,77 % голосів делегатів з'їзду Демократичної партії штату. Її кандидатура була схвалена губернатором штату Девалем Патріком. 6 листопада 2012 року на загальних виборах Воррен перемогла чинного на той період сенатора Скотта Брауна, набравши 53,7 % голосів виборців. Стала першою жінкою, обраною до сенату США від Массачусетсу.
Вважається провідною діячкою прогресивного крила Демократичної партії. 2014 року опублікувала «Одинадцять заповідей прогресивізму» (англ. «Eleven Commandments of Progressivism»). До них вона зарахувала жорстке регулювання корпорацій; доступну освіту; інвестиції в науку і захист навколишнього середовища; мережевий нейтралітет; підвищення заробітної плати; рівну оплату праці; право на колективні переговори; соціальний захист; рівність шлюбу; імміграційну реформу та загальний доступ до репродуктивної охорони здоров'я.
На виборах до сенату від штату Массачусетс 2012 року Елізабет Воррен здобула перемогу над своїм суперником республіканцем Скотом Брауном.
2015 року посіла 19 місце в списку найвпливовіших людей світу за версією Bloomberg.
Елізабет Енн Воррен, сенаторка від штату Массачусетс, була однією з найжорсткіших критиків предвиборчої кампанії Дональда Трампа під час президентської кампанії 2016 року.[джерело?]
В грудні 2018 року сенаторка-демократка Елізабет Воррен заявила, що сформувала комітет, який дозволить їй почати збирати гроші, необхідні для участі в праймеріз від Демократичної партії на президентських виборах в 2020 році. Воррен оголосила про свої президентські амбіції 5 лютого 2019 року. 5 березня 2020 року сенаторка покинула виборчі перегони, не пояснивши рішення і не підтримавши нікого з інших кандидатів.

## Позиція щодо України

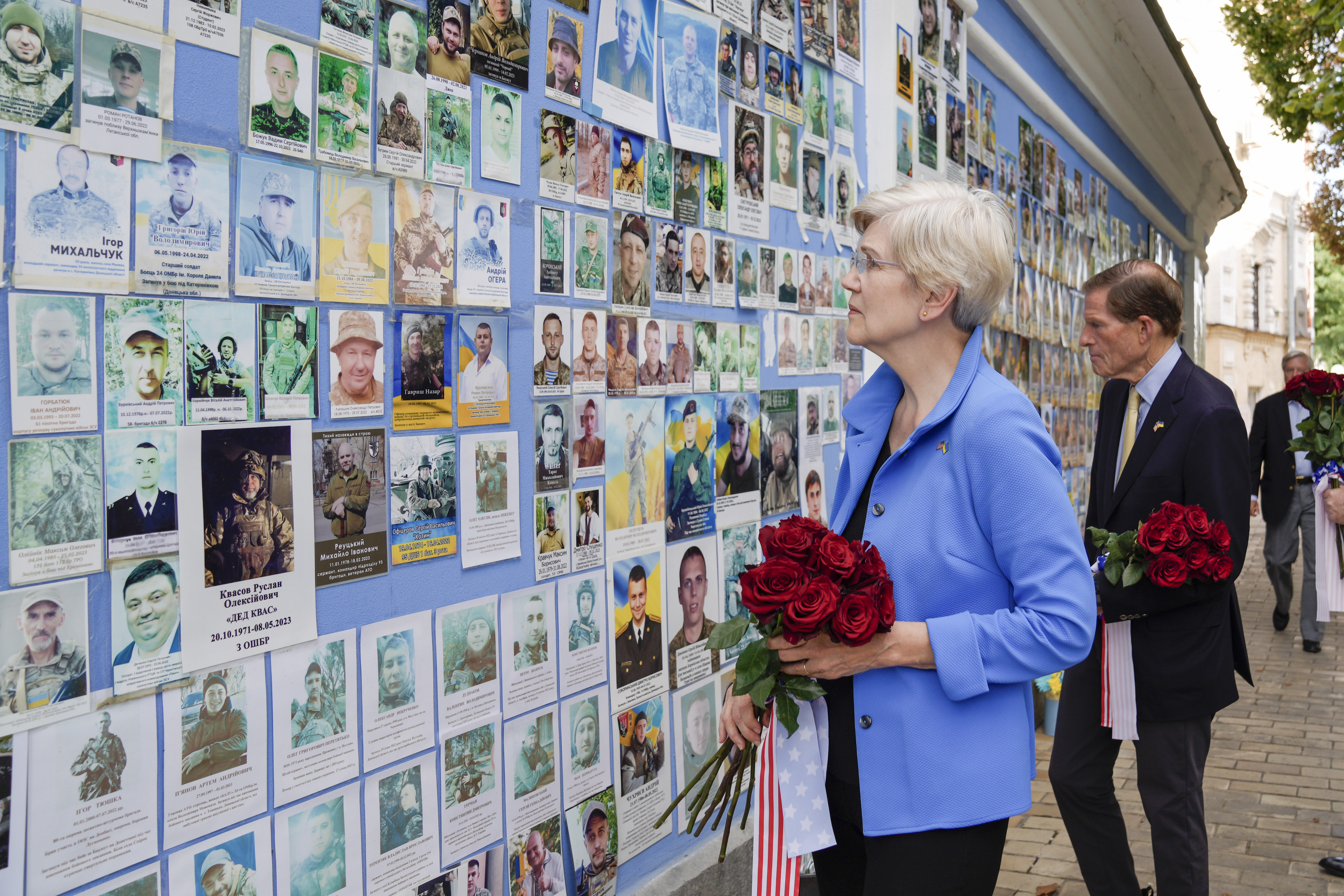
Воррен біля Стіни пам’яті полеглих за Україну біля Михайлівської площі в Києві 23 серпня 2023 року

У січні 2022 проголосувала проти проєкту санкцій для газогону «Північний потік-2» як засобу запобігання російському вторгненню в Україну.
У серпні 2023 року Воррен відвідала Київ разом із колегами-сенаторами Річардом Блюменталем і Ліндсі Гремом. Вона зустрілася з президентом України Володимиром Зеленським і оглянула знищену російську військову техніку та Стіну пам’яті загиблих за Україну. Уоррен також написала у Twitter, що вона «солідарна з народом України, який бореться за виживання та демократію». Пізніше вона заявила, що під час візиту стала свідком «мужності українського народу, який програє цю війну, якщо ми [США] не надамо допомогу».
У січні 2025 року Елізабет засудила кандидата Майкла Даффі за ймовірне неправомірне припинення допомоги Україні, порушення Конституції США та зневагу до повноважень Конгресу.

## Походження
У квітні 2012 року з'явилася публікація в «The Boston Globe», в якій повідомлялося, що в 1986—1995 роках Воррен вказувала в Довіднику викладачів юридичних дисциплін (англ. Directory of Law Teachers), складеному Асоціацією американських юридичних вузів, що належить до расових меншин. Також Юридичний факультет Гарвардського університету, у відповідь на критику щодо себе про недостатнє етнічне розмаїття в кадровому складі, надала список етнічних (не білих) громадян, що працюють там, куди включив також Елізабет Воррен.
Пізніше республіканець Скотт Браун, що був конкурентом Воррен на виборах у Сенат, звинуватив її у фальсифікації відомостей про наявність предків серед корінних народів США, щоб отримати перевагу на ринку праці. Колишні університетські колеги і керівники Воррен заявили, що її етнічне походження не грало ніякої ролі в процесі найму. Сама Воррен заявила, що відзначила себе в списку національних меншин для того, щоб знайти колег аналогічної етнічної групи, і що вона не знала про те, що Гарвард включив її до списку небілих співробітників. Брати Воррен повідомили, що «росли, слухаючи розповіді матері, бабусі та інших родичів про те, що у нас в роду є черокі та делавари». В автобіографії 2014 року Воррен писала, що ніякого кар'єрного просування через інформацію щодо етнічної групи вона не отримала, а твердження про фальсифікації назвала неправдивими та образливими.
Докладне розслідування, проведене The Boston Globe 2018 року, оприлюднило «однозначні документальні докази та свідчення свідків про те, що її заява про індіанське походження ніколи не бралася до уваги під час наймання на юридичний факультет Гарвардського університету та в чотири інших виші». Генеалогічна експертиза не змогла ані підтвердити, ані спростувати наявність у Елізабет Воррен індіанських предків, з цього приводу «Історичне товариство Оклахоми» зауважило, що підтвердити наявність корінних американських предків складно через змішані шлюби та приховувані дані про їхню наявність при реєстрації.
Як Скотт Браун, так і Дональд Трамп пропонували Воррен пройти ДНК-тест, щоб довести наявність предків-індіанців.
У жовтні 2018 року Воррен опублікувала дані генетичного аналізу, проведеного професором Стенфордського університету Карлосом Бустаманте у виданні «The Boston Globe», там говориться про «наявність переконливих доказів предка з корінних американців на рівні від 6-го до 10-го покоління по висхідній лінії», що робить її представницею корінних народів приблизно на 1/64 — 1/1024 частину.